# Ross Hunter
Ross Hunter (né Martin Fuss) est un producteur américain né le 6 mai 1920 à Cleveland, Ohio (États-Unis), mort le 10 mars 1996 à Los Angeles (Californie).

## En tant que producteur

### Filmographie sélective
- 1951 : Les Frères Barberousse (Flame of Araby) de Charles Lamont
- 1952 : Le Fils d'Ali Baba (Son of Ali Baba) de George Marshall
- 1952 : Passage interdit ou La révolte gronde (Untamed Frontier) d'Hugo Fregonese (non crédité)
- 1953 : Take Me to Town de Douglas Sirk
- 1953 : Désir de femme (All I Desire) de Douglas Sirk
- 1954 : Taza, fils de Cochise (Taza, son of Cochise) de Douglas Sirk
- 1954 : Le Secret magnifique (Magnificent Obsession) de Douglas Sirk
- 1954 : Alibi meurtrier (Naked Alibi) de Jerry Hopper
- 1955 : Capitaine Mystère (Captain Lightfoot) de Douglas Sirk
- 1955 : Son seul amour (One Desire) de Jerry Hopper
- 1955 : Tout ce que le ciel permet (All That Heaven Allows) de Douglas Sirk
- 1956 : Demain est un autre jour (There's Always Tomorrow) de Douglas Sirk
- 1957 : Les Ailes de l'espérance (Battle Hymn) de Douglas Sirk
- 1957 : Tammy and the Bachelor de Joseph Pevney
- 1957 : Les Amants de Salzbourg (Interlude) de Douglas Sirk
- 1957 : Mon homme Godfrey (My man Godfrey) de Henry Koster
- 1958 : Le Démon de midi (This Happy Feeling) de Blake Edwards
- 1959 : Un étranger sur les bras (A Stranger in My Arms) de Helmut Käutner
- 1959 : Mirage de la vie (Imitation of Life), de Douglas Sirk
- 1959 : Confidences sur l'oreiller (Pillow Talk) de Michael Gordon
- 1960 : Meurtre sans faire-part (Portrait in Black), de Michael Gordon
- 1960 : Piège à minuit (Midnight Lace) de David Miller
- 1961 : Histoire d'un amour (Back street) de David Miller
- 1963 : Le Piment de la vie (The Thrill of It All) de Norman Jewison
- 1964 : Mystère sur la falaise (The Chalk Garden) de Ronald Neame
- 1966 : Madame X, de David Lowell Rich : Holly Parker
- 1967 : Millie (Thoroughly Modern Millie) de George Roy Hill
- 1967 : Rosie! (en) de David Lowell Rich
- 1970 : Airport de George Seaton
- 1973 : Les Horizons perdus (Lost horizon) de Charles Jarrott